# Felices los 6
Felices los 6 es una serie de televisión por internet de comedia romántica argentina producida por Kapow, para Max. La trama sigue a Damián, un joven que conoce a Carolina, por quien siente una atracción inmediata, pero pronto descubre que ella lleva una vida poliamorosa. Está protagonizada por Nicolás Furtado, Delfina Chaves, Malena Sánchez, Paly Duval, Juan Sorini y Federico Salles. La serie se estrenó el 2 de mayo de 2024.

## Sinopsis
Damián (Nicolás Furtado) y Carolina (Delfina Chaves) se conocen en la fiesta de casamiento de su mejor amigo y ambos sienten una atracción a primera vista, pero luego Damián descubre que Carolina es poliamorosa, por lo cual él intentará adecuarse a ese tipo de vínculo para estar con ella. Durante ese proceso, Damián conocerá a los demás involucrados en esa relación y deberá enfrentar sus propios prejuicios y tabúes. 

## Elenco

### Principal
- Nicolás Furtado como Damián Cuenca
- Delfina Chaves como Carolina Becker
- Malena Sánchez como Trinidad «Trini»
- Paly Duval como Patricia «Pato»
- Juan Sorini como Gonzalo
- Federico Salles como Lautaro

### Secundario
- Luciano Mellera como Lucas
- Elisa Carricajo como Verónica
- Lucas Solustri como Tito Acosta
- Juan Nemirovsky como Pedro
- Pablo Sigal como Rodrigo
- Mónica Antonópulos como Ariela

### Participaciones
- Belu Lucius como Mechi
- María Ucedo como Margarita
- Laura Cymer como Romina
- Andrea Rincón como Dra. Clit
- Romina Ricci como Carla

## Episodios
| N.º | Título                                    | Dirigido por | Escrito por                                       | Fecha de emisión original |
| --- | ----------------------------------------- | ------------ | ------------------------------------------------- | ------------------------- |
| 1   | «Medio largo de explicar»                 | Diego Kaplan | Javier Rozenwasser, Tessie Sills y Sofía Wilhelmi | 2 de mayo de 2024         |
| 2   | «La polícula»                             | Diego Kaplan | Javier Rozenwasser, Tessie Sills y Sofía Wilhelmi | 2 de mayo de 2024         |
| 3   | «Poliamorosos pero no boludos»            | Diego Kaplan | Javier Rozenwasser, Tessie Sills y Sofía Wilhelmi | 2 de mayo de 2024         |
| 4   | «Añejas, pero comestibles»                | Diego Kaplan | Javier Rozenwasser, Tessie Sills y Sofía Wilhelmi | 2 de mayo de 2024         |
| 5   | «Celos, arriésgate y conócelos»           | Diego Kaplan | Javier Rozenwasser, Tessie Sills y Sofía Wilhelmi | 9 de mayo de 2024         |
| 6   | «Con el pan y con la torta»               | Diego Kaplan | Javier Rozenwasser, Tessie Sills y Sofía Wilhelmi | 9 de mayo de 2024         |
| 7   | «Escalera mecánica»                       | Diego Kaplan | Javier Rozenwasser, Tessie Sills y Sofía Wilhelmi | 16 de mayo de 2024        |
| 8   | «Y comieron almejas, morrones y chorizos» | Diego Kaplan | Javier Rozenwasser, Tessie Sills y Sofía Wilhelmi | 16 de mayo de 2024        |

## Desarrollo

### Producción
En marzo del 2022, HBO Max en su up-front anunció que dio luz verde a la producción de la serie que originalmente iba a llevar por nombre Té para tres y que la misma se focalizaría en las relaciones poliamorosas. En abril de ese año, se informó que Diego Kaplan sería el encargado de dirigir los episodios de la serie. La producción ejecutiva y la dirección de desarrollo de la serie a cargo de Diego Ventura.  Ese mismo mes, se confirmó que los guiones fueron escritos por Javier Rozenwasser, Tessie Sills y Sofía Wilhelmi, quienes desarrollaron un total de 8 episodios.

### Rodaje
El 18 de abril del 2022, comenzó la fotografía principal de la serie en Buenos Aires.

### Casting
Con el anuncio de la serie, se confirmó que sus protagonistas serían Nicolás Furtado y Delfina Chaves. En abril del 2022, se comunicó que Juan Sorini, Malena Sánchez y Laura Cymer fueron fichados para formar parte del elenco. Poco después, se anunció la incorporación de Federico Salles, Paly Duval, Lucas Solustri, Juan Nemirovsky, Pablo Sigal, Luciano Mellera, Elisa Carricajo al elenco principal, mientras que Mónica Antonópulos, Andrea Rincón, Romina Ricci y Belu Lucius realizarían una participación especial en la serie.

## Premios y nominaciones
| Lista de premios y nominaciones | Lista de premios y nominaciones | Lista de premios y nominaciones                                  | Lista de premios y nominaciones | Lista de premios y nominaciones | Lista de premios y nominaciones |
| Año                             | Organización                    | Categoría                                                        | Nominado/a(s)                   | Resultado                       | Ref(s)                          |
| ------------------------------- | ------------------------------- | ---------------------------------------------------------------- | ------------------------------- | ------------------------------- | ------------------------------- |
| 2024                            | Premios Produ                   | Mejor serie de comedia romántica                                 | Felices los 6                   | Nominado                        | [ 12 ]                          |
| 2024                            | Premios Produ                   | Mejor tema musical en serie y miniserie                          | «Secretos»                      | Nominado                        | [ 12 ]                          |
| 2024                            | Premios Produ                   | Mejor actriz principal - Serie y miniserie de comedia romántica  | Delfina Chaves                  | Nominada                        | [ 12 ]                          |
| 2024                            | Premios Produ                   | Mejor actor principal - Serie y miniserie de comedia romántica   | Nicolás Furtado                 | Nominado                        | [ 12 ]                          |
| 2024                            | Premios Produ                   | Mejor actor revelación                                           | Luciano Mellera                 | Nominado                        | [ 12 ]                          |
| 2024                            | Premios Produ                   | Mejor actriz de reparto - Serie y miniserie de comedia dramática | Elisa Carricajo                 | Nominada                        | [ 12 ]                          |
| 2025                            | Rose d'Or Latinos               | Mejor serie de comedia o dramedia                                | Felices los 6                   | Nominado                        | [ 13 ]                          |
| 2025                            | Premios Aura                    | Mejor actuación en serie de comedia                              | Delfina Chaves                  | Nominada                        | [ 14 ]                          |